# Feel (倖田來未單曲)
『feel』為2006年1月11日發行的日本歌手倖田來未第24th單曲。

## 解說
- 12週單曲連發第6彈，5萬張完全限定生產作品。單曲封面主題為西班牙。
- 19th單曲「you」以來再次初登場第1名（Oricon）的作品。
- 故事性系列音樂錄影帶5曲中的其中一曲。「feel」是「you」之後的第3曲。下一曲為「Lies」。
- 音樂錄影帶請到了忍成修吾擔任演出。

## 發行版本
- CD ONLY

## 曲目
1. feel
作詞：Kumi Koda,Hitoshi Shimono 作曲/編曲：Hitoshi Shimono
music.jp 電視廣告曲
2. feel (Instrumental)